# آمالیا پلگرینی
آمالیا پلگرینی (ایتالیایی: Amalia Pellegrini؛ ‏ ۱۶ ژوئن ۱۸۷۳ – ۱۳ سپتامبر ۱۹۵۸) بازیگر اهل ایتالیا بود.
از فیلم‌هایی که وی در آن نقش داشته‌است، می‌توان به حیف که او بدذات است، آفرین پسر!، بلیسیما، فابیولا، رم، شهر بی‌دفاع، نان، عشق و رؤیاها، احساس مالکیت، همسر زیبای میلر، من کاپاتاز هستم، مزاحم، مادالنا، پوچینی و یک روز در دادگاه اشاره کرد.